# Blendecques
Blendecques è un comune francese di 5 286 abitanti situato nel dipartimento del Passo di Calais nella regione dell'Alta Francia.

## Storia

### Simboli
Il comune ha adottato questo stemma il 23 settembre 1965. La colomba è ripresa dall'emblema dell'abbazia cistercense di Sainte-Colombe (una colomba d'argento con una crocetta d'oro in campo nero), fondata nel XII secolo, le cui monache mantennero la giurisdizione su Blendecques fino al XVIII secolo. La ruota ricorda gli antichi mulini ad acqua ancora visibili lungo il corso del fiume Aa.

## Società

### Evoluzione demografica
Abitanti censiti